# Baranskogo
Baranskogo är en kulle i Antarktis. Den ligger i Östantarktis. Norge gör anspråk på området. Toppen på Baranskogo är 1 857 meter över havet.
Terrängen runt Baranskogo är kuperad åt sydväst, men åt nordost är den platt. Trakten är obefolkad. Det finns inga samhällen i närheten. 